# 이불란사
이불란사(伊弗蘭寺)는 4세기 후반에 건립된 고구려 최초의 사찰이다. 고구려에 처음으로 불교를 전래한 스님이 머물렀던 초문사와 이불란사는 고구려 수도의 평양천도 이후에 평양에서 흥국사와 흥복사로 개명하여 다시 창건된다. 위나라 장군 관구검의 침입시에도 동천왕 재임 시기에 고구려는 임시로 수도를 평양성으로 옮긴바 있다.